# Cazaclia
Cazaclia (en rumano: Cazaclia; en gagauzo: Kazayak) es una comuna y pueblo de la unidad territorial autónoma de Gagaúzia, al sur de Moldavia. 

## Toponimia
El nombre del asentamiento en otros idiomas de importancia en el asentamiento es Kazakliya (en ruso: Казаклия; en ucraniano: Казаклія).

## Geografía
Cazaclia está a unos 5 km al norte de Taraclia y unos 10 km al oeste de Ceadîr-Lunga.

## Historia
La localidad fue fundado por los gagaúzos procedentes del pueblo de Cherventsi (sur de Dobruja, actual Bulgaria) en 1812 en el lugar del devastado asentamiento tártaro Kazayak. Su nombre gagaúzo es una palabra túrquica que viene a significar "pata de ganso", en referencia a las tres corrientes que forman los cauces fluviales a su paso por la localidad.

## Demografía
La evolución de la población de Cazaclia entre 1989 y 2018 fue la siguiente:
| 163                          | 746 | 7395 | 7043 | 2516 | 6698 | 7272 |
| (Fuente: Localitati Moldova) |     |      |      |      |      |      |

Según el censo de 2004, los gagaúzos representaban el 96,49% de la población; los búlgaros de Besarabia, el 0,97%; y los rumanos, el 0,80%.

## Economía
La base de la economía rural es el sector agrícola. En la época soviética se creó en el pueblo la avanzada granja colectiva "Iskra", que más tarde se dividió en varias granjas individuales. La posterior caída del nivel de vida provocó una emigración masiva de sus residentes para trabajar en las grandes ciudades rusas.

## Infraestructura

### Educación
En el pueblo hay 3 jardines de infancia, un liceo y una escuela.

### Transporte
Cazaclia se sitúa sobre la carretera R36.